# Martín Morales Diz
Martín Emilio Morales Diz (San Antero, Córdoba, 22 de agosto de 1968) es un político y abogado colombiano, investigado en la actualidad por homicidio, nexos con bandas criminales y alianzas con paramilitares. En el año 2010 fue elegido Senador de la República con 41.122 votos. En las Elecciones legislativas de Colombia de 2014 fue elegido Senador de la República con 69.818 votos, cargo del cual fue destituido en 2016. Con anterioridad se había desempeñado como alcalde local del municipio de San Antero, Córdoba.

## Detención
El senador Martín Morales Diz fue detenido por los agentes del Cuerpo Técnico de Investigación emitido por circular de la Corte Suprema de Justicia de Colombia en 2016 por haber financiado a la alcaldía de San Antero a favor de los paramilitares denominado Bloque Córdoba de las Autodefensas Unidas de Colombia.
Actualmente acusado por nexos con paramilitares.